# João Zeferino da Costa
João Zeferino da Costa (Rio de Janeiro, 25 agosto 1840 – Rio de Janeiro, 24 agosto 1915) è stato un pittore brasiliano.

## Biografia

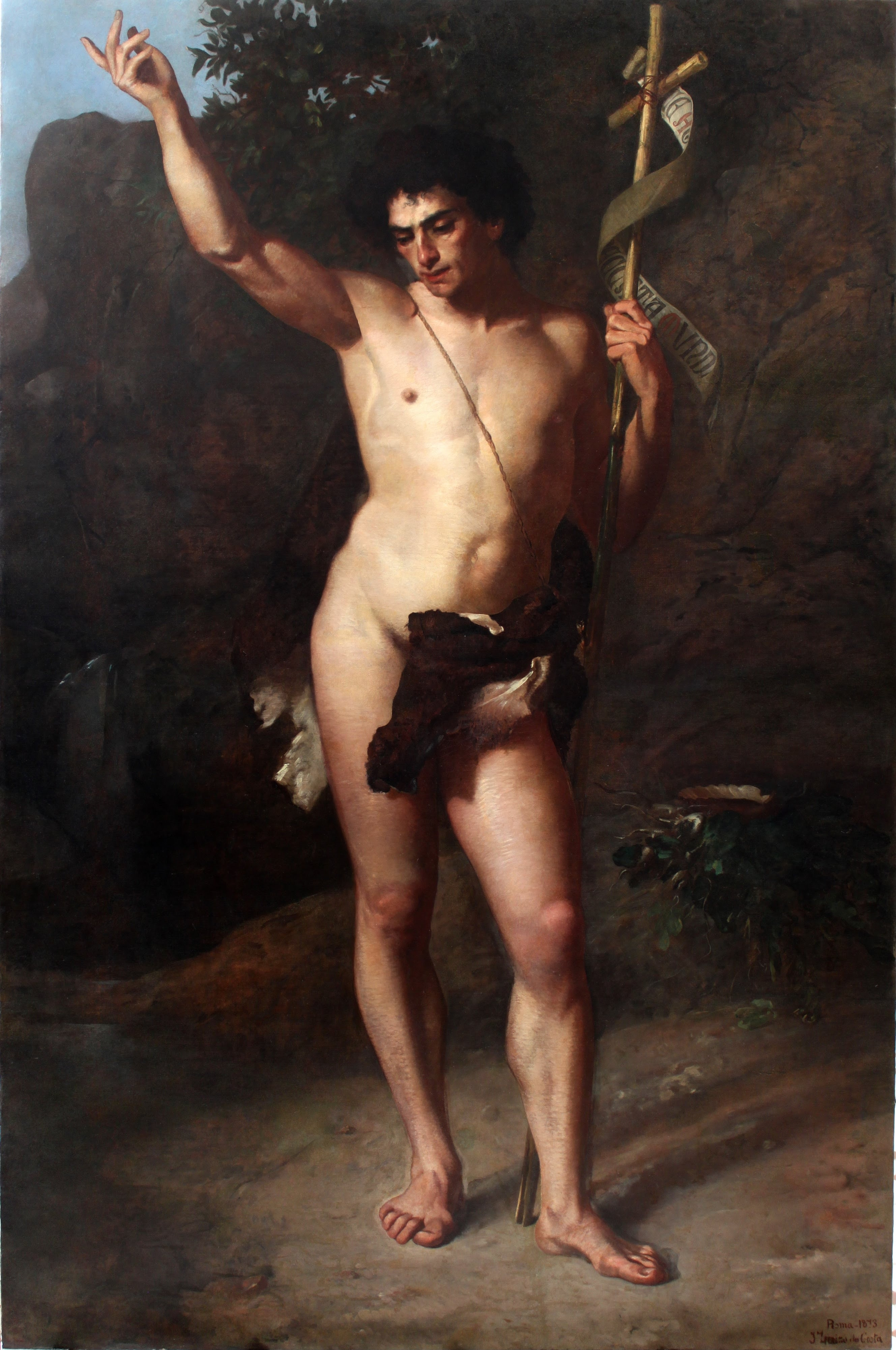
San Giovanni il Battista, 1873

Egli iniziò i suoi studi nel 1857 all'accademia imperiale di belle arti (AIBA), presso Victor Meirelles. Lì João Zeferino vinse vari premi e gli venne garantita una borsa di studio per viaggiare in Europa. Nel 1869, egli giunse a Roma e si iscrisse all'Accademia di san Luca, diventando uno studente di Cesare Mariani. L'artista rimase a studiare lì per tre anni, vincendo ulteriori premi, che gli permisero di estendere il suo soggiorno romano di qualche anno. Alcuni dei suoi quadri più celebri, come il San Giovanni il Battista (1873) e La pompeiana (1876) furono realizzati in questo periodo.
Nel 1877, una volta tornato in Brasile, Costa sostituì temporaneamente Meirelles nel ruolo di professore di dipinti a soggetto storico all'accademia imperiale, anche se il suo ruolo principale era quello di insegnante di disegno e studio della figura umana alla scuola nazionale di belle arti (in portoghese: Escola Nacional de Belas Artes, ENBA). Tra i suoi studenti più noti si citano Rodolfo Amoedo, Henrique Bernardelli, Lucílio de Albuquerque e Giovanni Battista Castagneto.

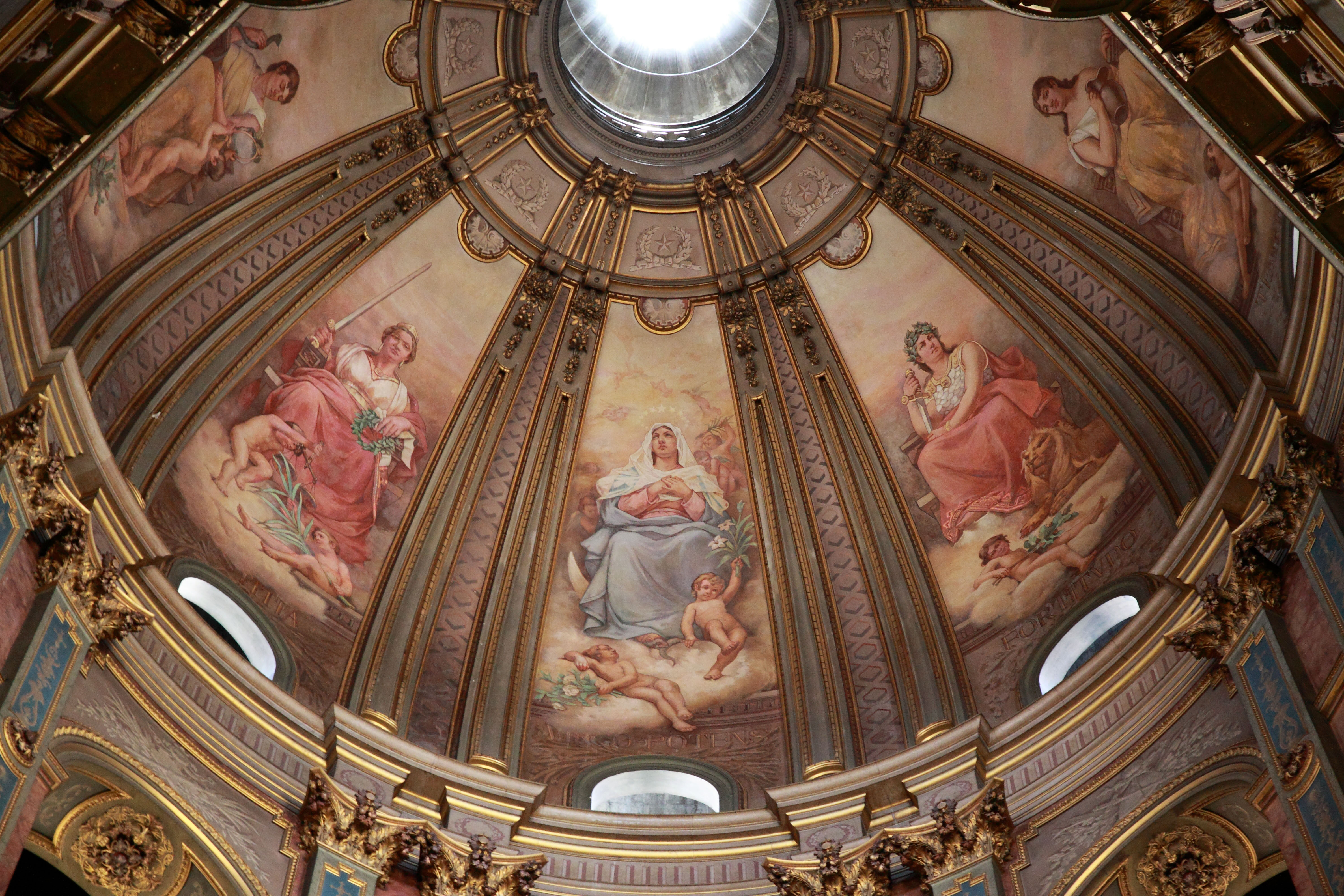
Particolare degli affreschi per la cupola della chiesa di Candelária.

Nel 1880, l'imperatore Pietro II, che era rimasto impressionato dall'educazione artistica italiana di Costa, gli commissionò degli affreschi per la chiesa di Candelária, che vennero realizzati grazie ai suoi studenti dopo un breve viaggio a Roma per cogliere l'ispirazione. La sua opera che ritrae la Vergine Maria circondata dalle sette Virtù è considerata il suo capolavoro. Nel 1893, due sue opere, Carità e L'offerta della vedova, vennero esposte alla fiera colombiana di Scicago. In seguito, le sue opere all'esposizione generale di belle arti furono criticate pesantemente dal primo storico dell'arte del Brasile, Gonzaga Duque. Di conseguenza, il pittore decise di non esporre più delle opere pubblicamente.
Nel 1890, João divenne il vicedirettore della scuola nazionale di belle arti. Nel 1913, due anni prima di morire, venne chiamato per aiutare a restaurare i suoi dipinti murali (già in cattive condizioni dopo solo trent'anni), ma le sue mani erano così rovinate dal reumatismo che si dovettero ingaggiare degli altri pittori per fare il restauro. Egli scrisse anche un libro, Meccanismi e proporzioni della figura umana (Mecanismos e proporções da figura humana), che venne pubblicato un anno dopo il suo decesso e racchiude l'essenza del suo pensiero artistico.

## Opere scelte

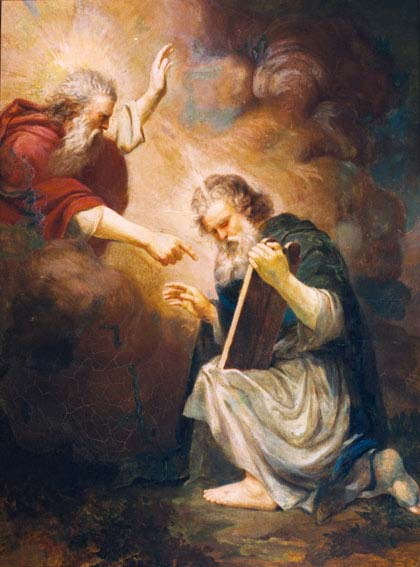
Mosè riceve le tavole della legge, 1868

- Mosè riceve le tavole della legge (1868)
- Flora (1870)
- L'amor sacro, copia da Tiziano (1870)
- Carità (1872)
- San Giovanni il Battista (1873)
- L'offerta della vedova (1876)
- La pompeiana (1876)
- Ciclo di affreschi per la chiesa di Candelária (1880)

## Galleria d'immagini

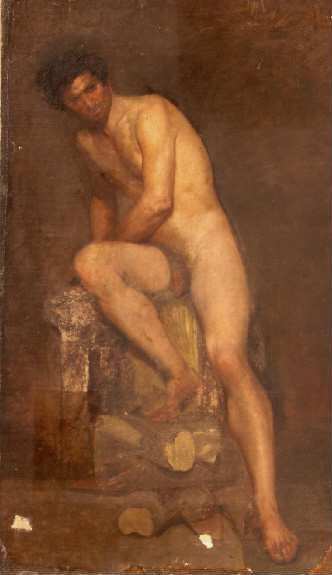
Nudo accademico seduto, 1871
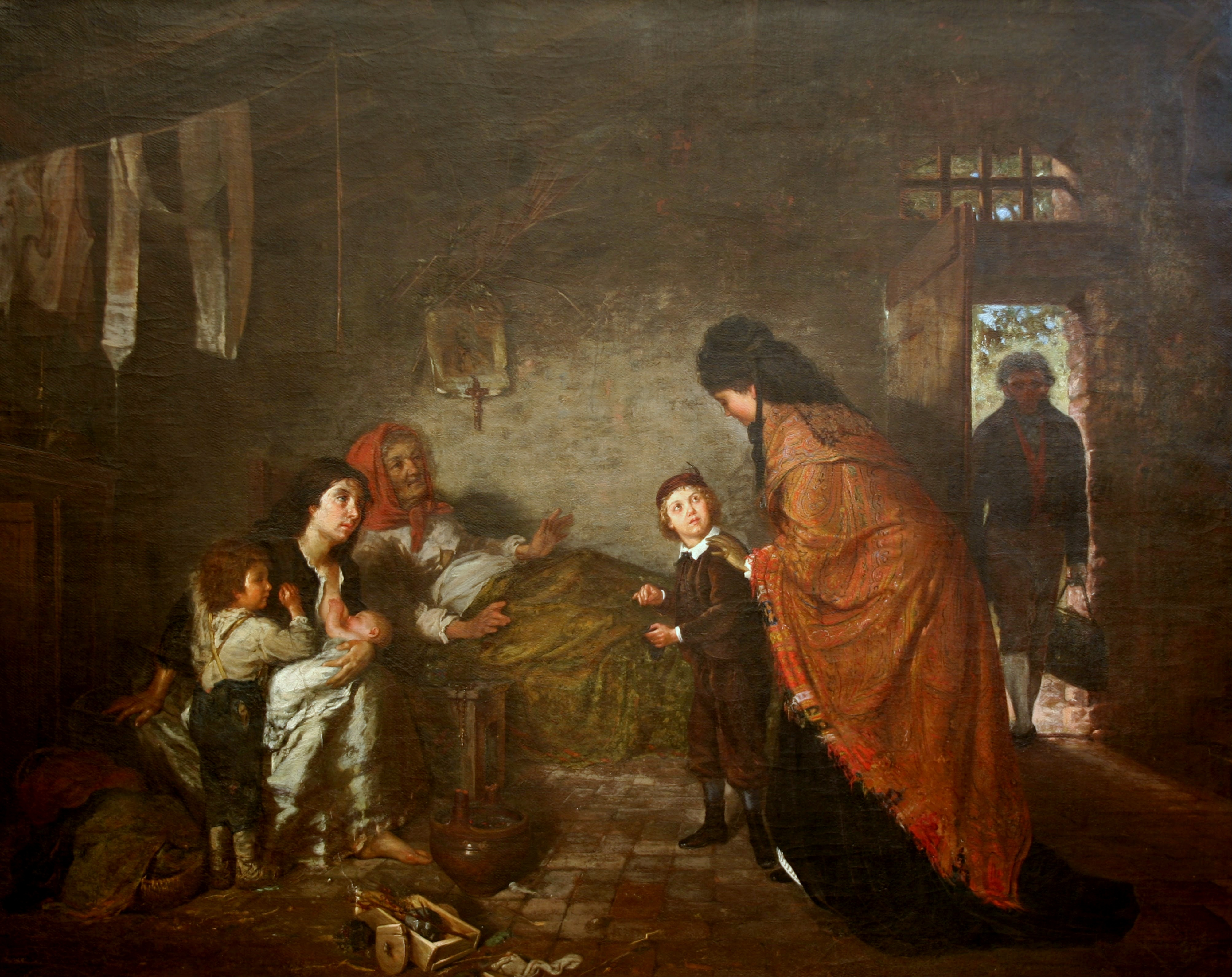
Carità, 1872
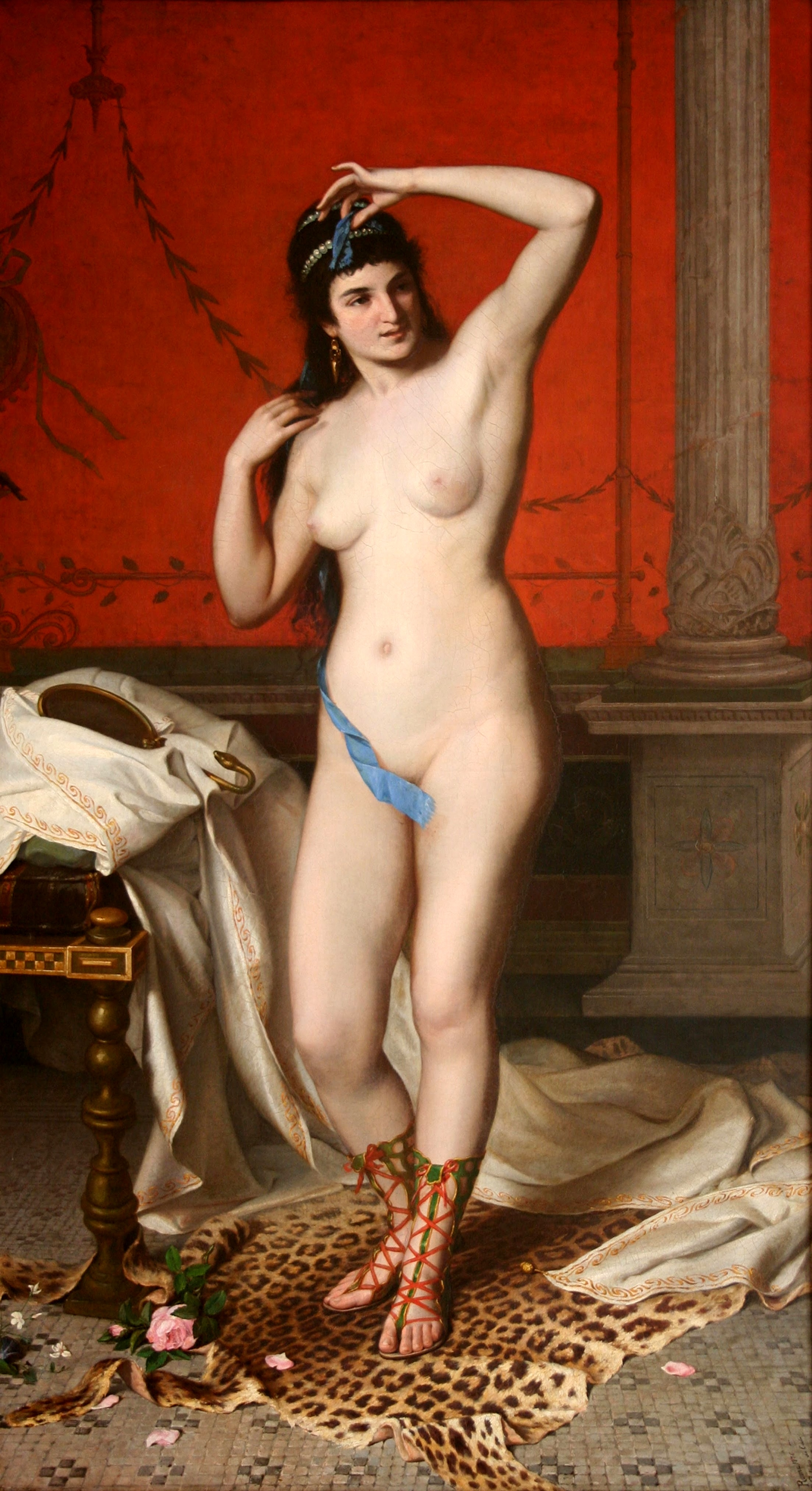
La pompeiana, 1876